# Máser

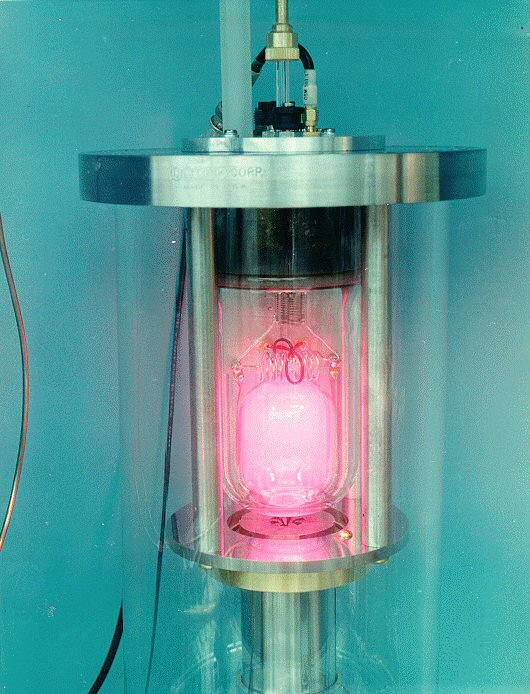
Maser de hidrógeno

Un máser es un amplificador de microondas por la emisión estimulada de radiación, un amplificador similar al láser pero que opera en la región de microondas del espectro electromagnético y sirve para recibir señales muy débiles. La palabra deriva del acrónimo en inglés MASER, por Microwave Amplification by Stimulated Emission of Radiation.

## Características

Esquema de un máser de hidrógeno

Su funcionamiento está basado en el fenómeno de emisión estimulada de radiación, enunciado por Albert Einstein en 1916. Sugerido por Joseph Weber, el primer máser fue construido por Charles Hard Townes, James P. Gordon y Herbert J. Zeiger en la Universidad de Columbia en 1953. Townes, Nikolái Basov y Aleksandr Prójorov recibieron el Premio Nobel de Física de 1964 por el trabajo teórico que condujo al máser. Los másers se utilizan como dispositivos de cronometraje en relojes atómicos y como amplificadores de microondas de ruido extremadamente bajo en los radiotelescopios y en las estaciones terrestres de comunicación con naves espaciales en el espacio profundo.
Los máseres modernos pueden diseñarse para generar ondas electromagnéticas en las frecuencias de las microondas, de las ondas de radio y de la radiación infrarroja. Por esta razón, Townes sugirió reemplazar "microondas" por "molecular" como primera palabra del acrónimo "maser".
Cuando una molécula o un átomo se hallan en un estado energético adecuado y pasan cerca de una onda electromagnética, ésta puede inducirles a emitir energía en forma de otra radiación electromagnética con la misma longitud de onda que refuerza la onda de paso y desencadena una cascada de fenómenos que llevan a aumentar mucho la intensidad del impulso original. En algunas nubes de materia interestelar excitada por la radiación de estrellas cercanas se produce el mismo fenómeno, que conduce a la formación de un intenso haz de radiación con longitud de onda bien definida. A esta emisión de radiación de los máseres astrofísicos con frecuencia se denomina "emisión superradiante" para distinguirla de los máseres de laboratorio.
Los máseres extremadamente potentes, asociados con núcleos galácticos activos, se conocen como megamáseres y son hasta un millón de veces más poderosos que los máseres estelares.
Los máseres se utilizan como el dispositivo de cronometraje en los relojes atómicos, y como amplificadores de microondas de ruido extremadamente bajo en radiotelescopios y estaciones terrestres de comunicación de naves espaciales en el espacio profundo. Los máseres modernos pueden diseñarse para generar ondas electromagnéticas no solo a frecuencias de microondas sino también a frecuencias de radio e infrarrojas. Por esta razón, Charles Townes sugirió reemplazar "microondas" con la palabra "molecular" como la primera palabra en el acrónimo máser.